# Agreste do Itabaiana (tiểu vùng)
Agreste do Itabaiana là một tiểu vùng thuộc bang Sergipe, Brasil. Tiều vùng này có diện tích 2601 km², dân số năm 2007 là 246088 người.